# Guineaxonopsis ramsayi
Guineaxonopsis ramsayi är en kvalsterart som först beskrevs av Cook 1983.  Guineaxonopsis ramsayi ingår i släktet Guineaxonopsis och familjen Mideopsidae. Inga underarter finns listade i Catalogue of Life.